# Parafia Wniebowzięcia Najświętszej Maryi Panny w Szczecinie
Parafia pod wezwaniem Wniebowzięcia Najświętszej Maryi Panny w Szczecinie – parafia należąca do dekanatu Szczecin-Dąbie, archidiecezji szczecińsko-kamieńskiej, metropolii szczecińsko-kamieńskiej. Jedna z parafii rzymskokatolickich w Szczecinie. Została erygowana w 1945. Siedziba parafii mieści się przy placu Kościelnym.